# Asamblea Nacional de Ucrania - Autodefensa de Ucrania
La Asamblea Nacional de Ucrania - Autodefensa de Ucrania (en ucraniano: Українська Національна Асамблея-Українська Народна Самооборона, УНА-УНСО, UNA-UNSO) es una organización política ucraniana. La UNA-UNSO suele ser considerada una organización nacionalista de extrema derecha tanto en Ucrania como a nivel internacional.
La Asamblea Nacional de Ucrania (en ucraniano: УНА, UNA) actuó como el brazo político legal de la organización, pero el 22 de mayo de 2014, se fusionaron en el Pravy Séktor, mientras que la UNA-UNSO continúa operando de forma independiente. Según Andreas Umland y Anton Shekhovtsov, la UNSD fue creada en 1991 como una "formación tripulada por miembros de la UNA que habían servido en las fuerzas armadas soviéticas para enfrentar el Comité Estatal para el Estado de Emergencia".
La UNSO ha participado en múltiples conflictos internacionales enviando voluntarios para apoyar a diversos beligerantes, llegando a participar en la Primera Guerra de Nagorno-Karabaj,la Guerra de Transnistria,la Guerra de Abjasia,la primera guerra chechena, las Guerras yugoslavas e incluso la Guerra ruso-ucraniana.

## Historia

### Primeros años
La UNA se fundó el 30 de junio de 1990 en Lviv con el nombre de Asamblea Interpartidaria Ucraniana (UMA), Los días 3 y 4 de noviembre de 1990 se celebró en Kiev un congreso de la Asociación Nacional Ucraniana (UNS). El 11 de enero de 1991, escuadrones de la UNS, liderados por Yuriy Tyma, custodiaron el Palacio del Seimas durante los Eventos de Enero en Lituania. El 30 de junio de 1991, unos 200 miembros de la UNS realizaron un desfile de antorchas en Lviv para conmemorar la Declaración de Independencia de Ucrania de 1941.
Durante los primeros días del intento de golpe de Estado soviético de 1991, un escuadrón de la UNS, liderado por el veterano de la Guerra de Vietnam, Valeriy Bobrovych, partió hacia Moscú; posteriormente, el escuadrón sentó las bases del batallón Argo. El 19 de agosto de 1991, durante la lucha contra el Comité Estatal del Estado de Emergencia, la UNS creó los escuadrones de la Autodefensa del Pueblo Ucraniano (UNSO) en Kiev. Los escuadrones se formaron en torno a un pequeño grupo de veteranos del ejército soviético de origen ucraniano de la guerra en Afganistán. En diciembre de 1990, Yuriy Shukhevych, hijo de Roman Shukhevych, fue elegido primer líder de la UNS. Debido a la Declaración de Independencia de Ucrania del 8 de septiembre de 1991, la sexta sesión de la UMA pasó a llamarse Asamblea Nacional Ucraniana; pasó a conocerse como la UNA-UNSO, debido a la estrecha relación de la UNSO con la UNA.
Desde su independencia en 1991, Ucrania ha experimentado movimientos separatistas que buscan reunificar partes de Ucrania con Rusia y otros países vecinos. La UNA-UNSO impidió que el diputado Goncharov del Soviet Supremo de la Unión Soviética restableciera la República Soviética de Donetsk-Krivói Rog y la Guardia Nacional de Donetsk en el Dombás. En Kiev, se disolvió el Foro Patriótico («Otyechestvyennyi forum»). En noviembre de 1991, la UNSO celebró una manifestación y, debido a una pelea entre combatientes de la UNSO, el gobierno realizó las primeras detenciones masivas de activistas de la UNSO. En Odesa, la UNSO detuvo una iniciativa para crear la República de Novorossiysk, lo que influyó en los movimientos separatistas de Bucovina y Transcarpatia. El 7 de junio de 1992, un grupo de la UNSO de Lviv disolvió un congreso rumano en Chernivtsi que abogaba por la unificación del norte de Bucovina y Rumania. A principios de 1993, se informó que la UNSO contaba con 4,000 miembros.

### Desde 1994

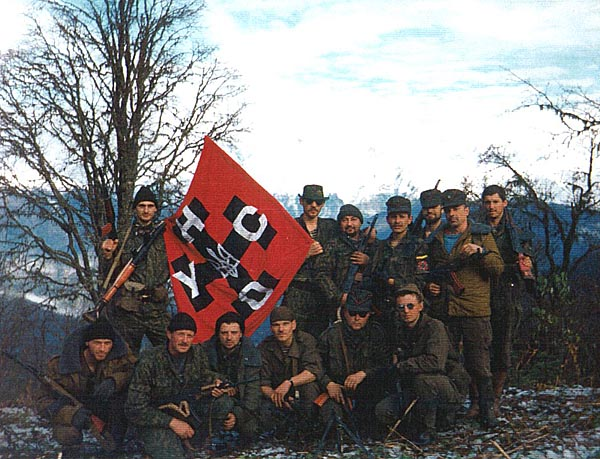
Voluntarios del UNA.UNSO en Georgia

La UNA se registró como partido político en diciembre de 1994, y en las elecciones parlamentarias ucranianas de 1994, tres miembros de la UNA-UNSO fueron elegidos diputados a la Verjovna Rada (parlamento ucraniano). En septiembre de 1995, su registro se suspendió hasta 1997.
La UNSO se registró como organización pública únicamente en los óblasts de Lviv, Ternópil, Rivne y Poltava. Sin embargo, en la práctica, no existía distinción entre la membresía de ambas organizaciones.
De 1994 a 1997, los miembros de la UNA-UNSO cobraron relevancia en Ucrania gracias a diversas actividades antirrusas. Diputados de la UNA-UNSO destruyeron una bandera rusa en la Rada Suprema, combatientes de la UNA-UNSO se unieron a los rebeldes chechenos en la Primera Guerra de Chechenia y activistas organizaron manifestaciones contra cantantes pop rusos que visitaban Ucrania. La UNA-UNSO tomó partido en asuntos eclesiásticos ucranianos y se enfrentó a la policía durante el funeral, en julio de 1995, del Patriarca Volodímir, líder de la Iglesia Ortodoxa Ucraniana del Patriarcado de Kyiv. Las organizaciones apoyaron al patriarca Filaret Denysenko, excomulgado por la Iglesia Ortodoxa Rusa, y participaron en violentos intentos de confiscar propiedades para la nueva iglesia (particularmente en los óblasts de Rivne y Volyn). La membresía alcanzó un máximo de unos 10,000 miembros, de los cuales aproximadamente el 90 % tenía entre 18 y 35 años. La organización fue retratada en el documental de Heorhi Gongadze de 1994, «Sombras de guerra».

Bandera de la Asamblea Nacional de Ucrania

En 1997, el gobierno de Leonid Kuchma prohibió la Asamblea Nacional de Ucrania-Autodefensa Nacional de Ucrania. Los miembros de la UNA-UNSO respondieron con violentas protestas callejeras, que resultaron en más de 250 arrestos. Dmytro Korchynsky, uno de los arrestados, abandonó pronto la organización.
En 1998, los nuevos líderes de la UNA-UNSO fueron Andriy Shkil y Yuriy Shukhevych, hijo del nacionalista ucraniano Roman Shukhevych. En las elecciones parlamentarias de Ucrania de 1998, la organización recibió el 0,39 por ciento de los votos.
Asamblea Nacional de Ucrania–Los miembros de la Autodefensa Nacionalista Ucraniana participaron en la campaña de protesta de 2000-2001 Ucrania sin Kuchma. En las elecciones de 2002, Andriy Shkil ganó un distrito electoral en el óblast de Lviv y un escaño en la Verjovna Rada, el partido obtuvo el 0,04% de los votos. En 2003, Shkil abandonó el partido y se convirtió en asesor de Yulia Timoshenko, Durante la Revolución Naranja, miembros de la UNA-UNSO apoyaron a Viktor Yushchenko contra sus oponentes prorrusos, brindando seguridad a los partidarios de Yushchenko y a líderes naranjas como Yulia Timoshenko en la Plaza de la Independencia de Kiev.
Seis ucranianos lucharon del lado de Yugoslavia en la Batalla de Koshare. El comandante de los voluntarios era Andriy Biletsky, y también fue él quien dirigió a los voluntarios a la guerra. 

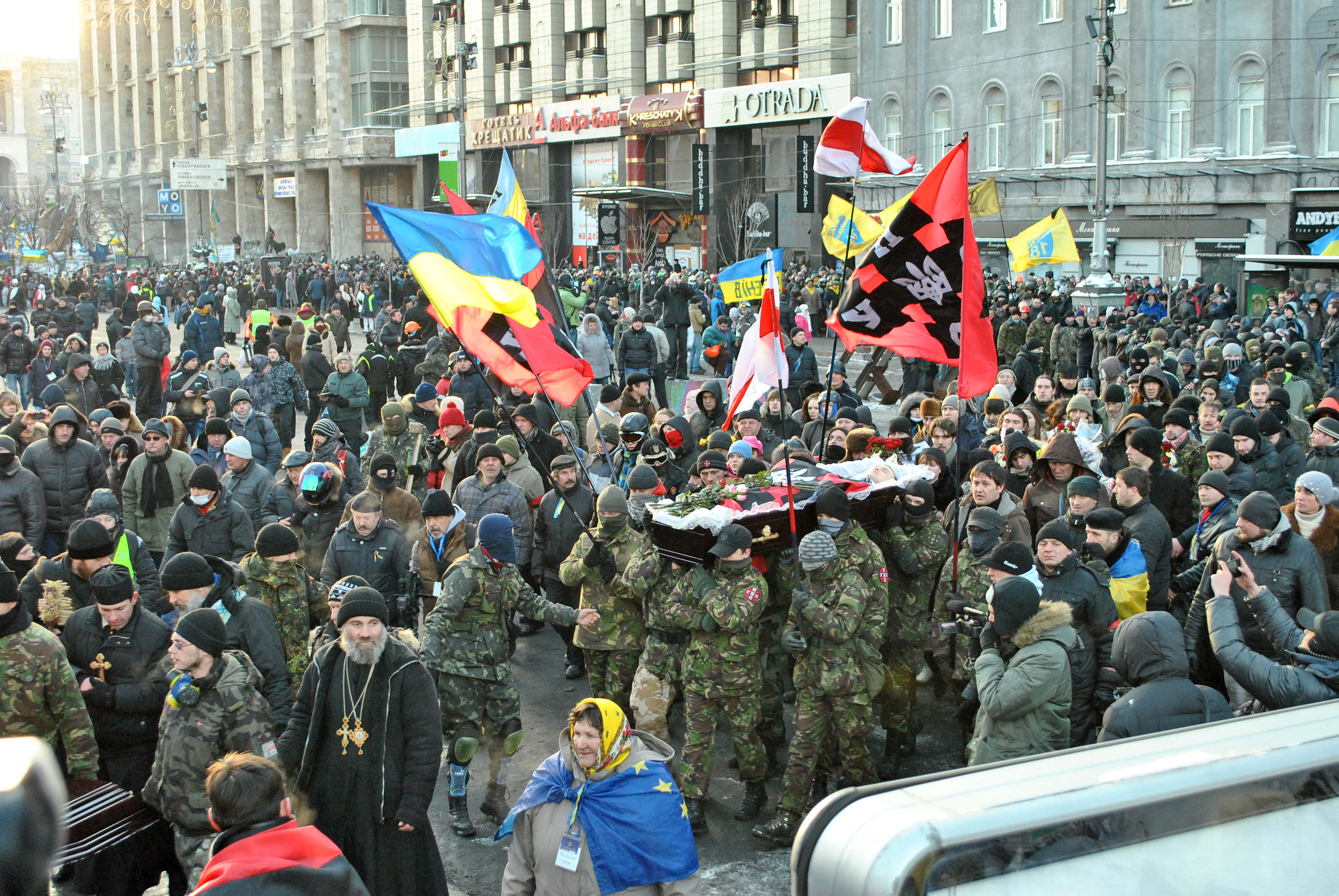
Miembros de la UNA-UNSO en Kiev durante el funeral de Mykhail Zhiznevsky, 26 de enero de 2014

En 2005, Yuriy Shukhevych volvió a liderar el partido. En las elecciones parlamentarias de 2006, el partido no obtuvo representación parlamentaria con el 0,06% de los votos y no participó en las elecciones de 2007.
En 2008, el fiscal general de Osetia del Sur, Teimuraz Khugayev, acusó a la UNA-UNSO de unirse a una unidad georgiana durante la guerra ruso-georgiana, pero no se reportaron pruebas. Según un informe del Comité de Investigación ruso de agosto de 2009, 200 miembros de la UNA-UNSO y soldados de las Fuerzas Terrestres de Ucrania ayudaron a Georgia durante los combates. Ucrania negó la acusación. El subdirector de la UNA-UNSO, Mykola Karpyuk, declaró que, "desafortunadamente", ningún miembro de la organización participó en el conflicto de Georgia.
UNA-ONURS participó en las elecciones de Ucrania de 2012,recibiendo el 0,08 por ciento del voto nacional y no ganando ninguno de los cinco distritos electorales en los que presentaron candidato, y por lo tanto no logró obtener representación parlamentaria. En marzo de 2014, Rusia presentó una denuncia penal contra el partido y algunos de sus miembros, incluido el líder del partido Oleh Tiahnibok, de Svoboda, por "organizar una banda armada" que presuntamente luchó contra la 76.ª División de Asalto Aéreo de la Guardia rusa durante la primera guerra de Chechenia. El ala política de la Asamblea Nacional de Ucrania de la organización se fusionó con Sector Derecho el 22 de mayo de 2014.

## Líderes
- 1990-1994 Yuri Shujévych
- 1994-1999 Oleh Vitovych
- 2002-? Andriy Shkil
- 2005-2014 Yuri Shujévych
- 2015-2016 Kostiantyn Fushtei
- 2016-? Valeriy Bobrovych[36]

## Conflictos Internacionales
- Intento de golpe de Estado en la Unión Soviética (verano de 1991)
- Guerra de Transnistria en Moldavia (primavera-verano de 1992)
- Primera guerra de Abjasia (1992-1993)
- Guerra civil georgiana[37]
- Guerra de Independencia de Croacia (1991-95)[38]
- Guerra de Bosnia (1992-1995)[39]
- Primera guerra del Alto Karabaj (1988–94)[40]
- Primera guerra chechena en Rusia (1994–96)
- Guerra de Kosovo en Yugoslavia (1998–99)[41]
- Guerra ruso-ucraniana (2014-actualidad)

### Transnistria

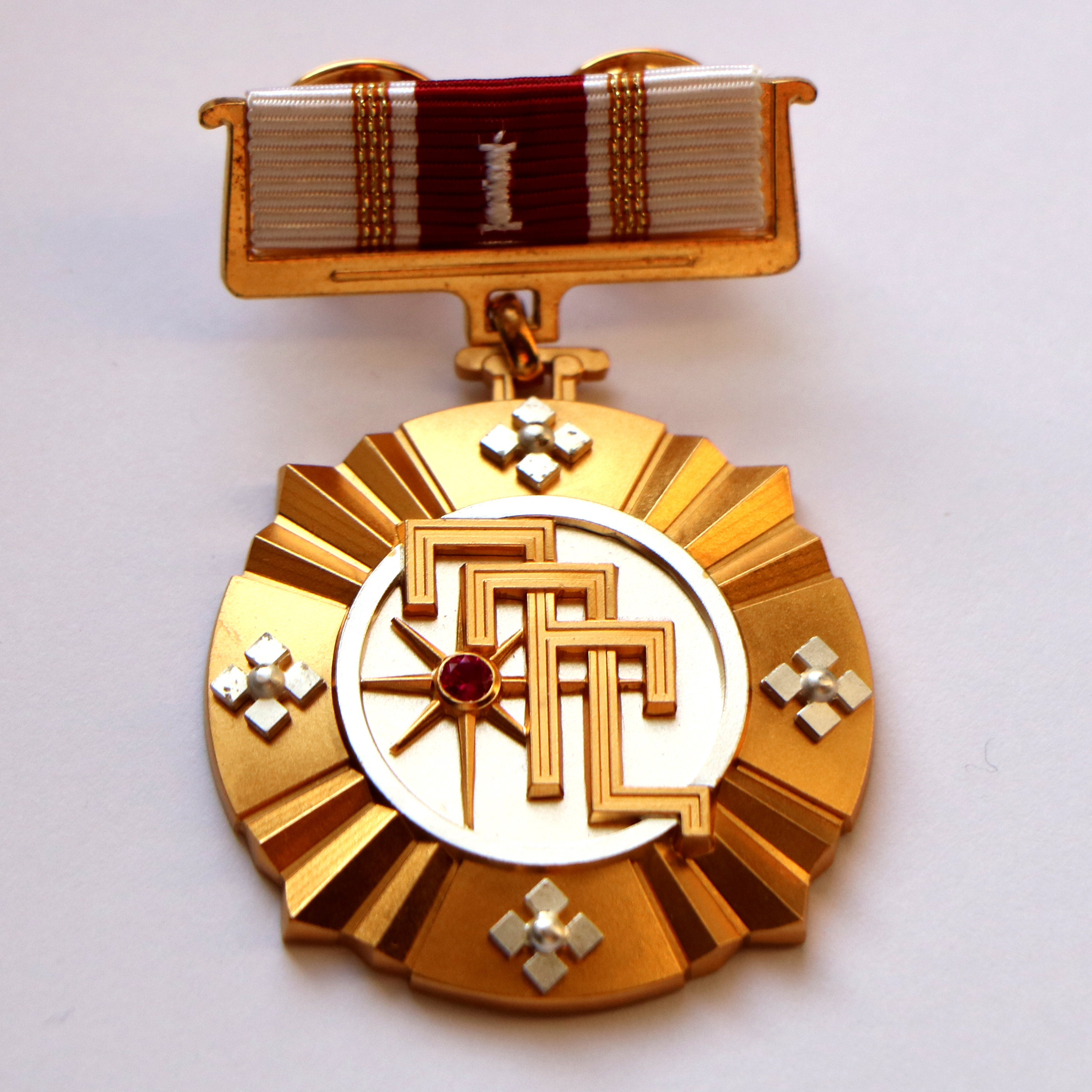
La Orden Vakhtang Gorgasal, primera clase

Durante la Guerra de Transnistria, los miembros de la UNA-UNSO lucharon con los separatistas de Transnistria contra las fuerzas del gobierno de Moldavia, supuestamente en defensa de la gran minoría étnica ucraniana de Transnistria. Más de 50 miembros de la UNSO recibieron la Orden del Defensor de Transnistria.

### Guerra civil de Georgia
En 1993, la UNA-UNSO envió voluntarios al conflicto abjasio-georgiano contra los separatistas abjasios. La unidad Argo de la UNA-UNSO se unió al bando georgiano contra las fuerzas abjasias respaldadas por Rusia, y algunos voluntarios se unieron al Batallón Sujumi de las Fuerzas de Infantería de Marina de Georgia. Una escuadra del CPT Ustym evitó un asalto anfibio de las fuerzas rusas cerca de Sujumi, hundiendo una lancha militar rusa. Siete miembros de la UNSO murieron cerca de Sujumi, y 30 recibieron la medalla de la Orden de Vakhtang Gorgasali. Las unidades de la UNA-UNSO no perdieron ninguna batalla durante la guerra civil.
- Incursión en Sujumi (junio de 1993)
- Emboscada en la aldea de Starrushkino (15 de julio de 1993)
- Asalto a la aldea de Shromi (17 de julio de 1993)
- Defensa de Khomi (4 de octubre de 1993)
- Defensa de Samtredia (17 de octubre de 1993)

### Guerra ruso-ucraniana

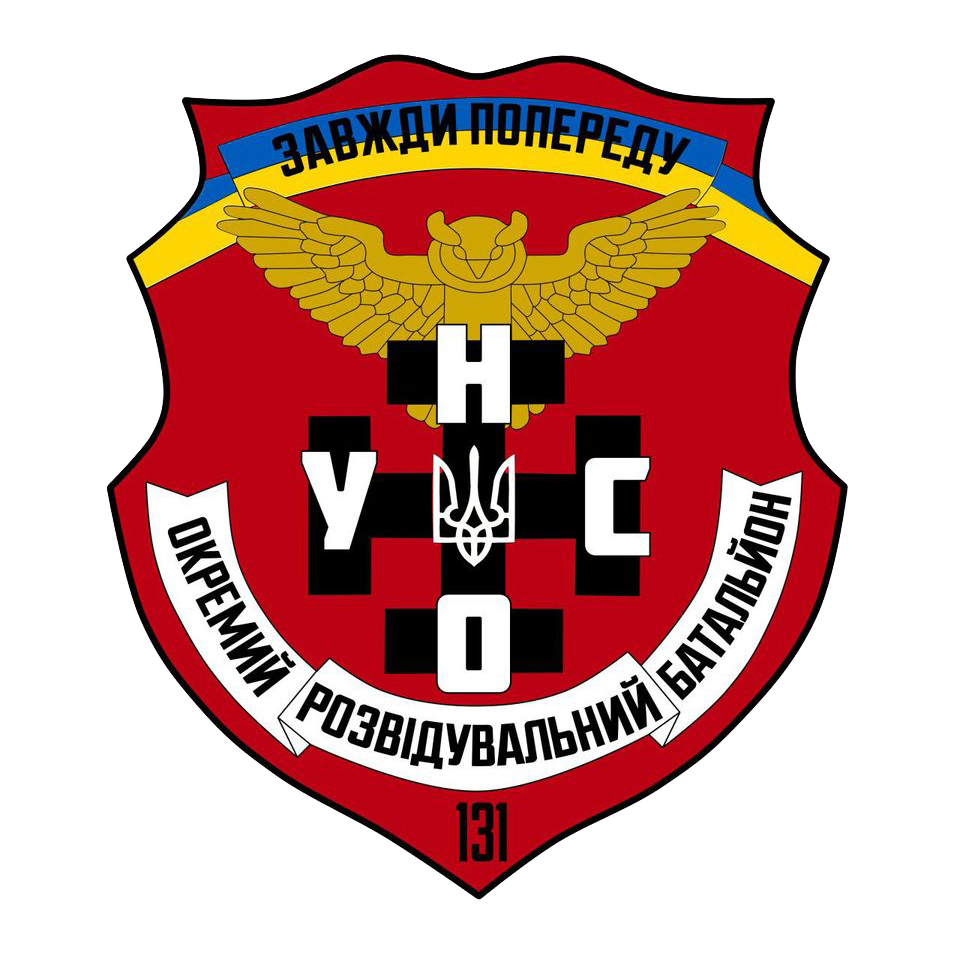
Emblema del 131º Batallón de Reconocimiento Separado "UNSO"

La UNSO también había luchado en la Guerra del Dombás como parte del Cuerpo de Voluntarios de Ucrania
 y los Batallones de defensa territorial, hasta llegar a ser conocidos como el 131.º Batallón de Reconocimiento Separado "UNSO", 1.ª Compañía de Reconocimiento UNSO y el 55.º Batallón UNSO. También esta luchando en la invasión rusa de Ucrania de 2022.

## Ideología
La Asamblea Nacional Ucraniana – Autodefensa del Pueblo Ucraniano fue creado en 1994 como una plataforma del partido nacido en Kiev como el centro de un nuevo bloque militar oriental paneslavo. El experto en seguridad internacional Andrew McGregor afirmó en 2006 que la UNA-UNSO "podría caracterizarse mejor como un influyente movimiento marginal" y que "su alta visibilidad contradice su limitado número". Su himno es "Quédate, mi amor, no llores, cariño", una respuesta de "Bella ciao".

## Resultados electorales
| 1994 | 148,239 | 0.5  | 1     |
| 1998 | 105,977 | 0.39 | 0     |
| 2002 | 11,839  | 0.04 | 0 (1) |
| 2006 | 16,397  | 0.06 | 0     |
| 2007 | 0       | 0    | 0     |
| 2012 | 16,913  | 0.08 | 0     |

### Parlamentarios deUNA-UNSO
- Yuriy Tyma
- Andriy Shkil